# Lehotka Gábor
Lehotka Gábor (Vác, 1938. július 20. – Vác, 2009. december 29.) Liszt Ferenc-díjas magyar orgonaművész, zeneszerző, orgonaszakértő, érdemes művész.

## Élete
Vácon, általános iskolás korában kezdett zenével foglalkozni. 1953 és 1958 között a Bartók Béla Zeneművészeti Szakközépiskola növendéke volt; orgonatanárai Hammerschlag János, Halász Kálmán és Gergely Ferenc voltak, zeneszerzést Sugár Rezsőnél tanult.
1958-ban kezdte meg felsőfokú tanulmányait a budapesti Liszt Ferenc Zeneművészeti Főiskola orgona szakán Pécsi Sebestyén tanítványaként, ahol 1963-ban kitüntetéssel végzett. Párhuzamosan 1961 és 1966 között a zeneszerzés szakot is elvégezte. Tanára itt Szervánszky Endre volt.
Szólistakarrierje Magyarországon 1963-ban, a nemzetközi koncertéletben pedig 1965-ben kezdődött. Európa-szerte adott koncerteket, legtöbbször Németországban, Franciaországban és a Szovjetunióban. Koncertezett a párizsi Notre Dame-ban és a Saint-Germain-Des-Prés templomban is. Két évtizeden át visszatérő vendége volt Grignanban az Avignoni Fesztiválnak. 1978-tól tért vissza a zeneszerzéshez is: nemcsak orgonaműveket, hanem zenekari, kamara- és kórusműveket is komponált.
Tanított is: 1969 és 1985 között a Bartók Béla Zeneművészeti Szakközépiskolában, 1975-től a Liszt Ferenc Zeneművészeti Főiskolán, ahol az orgona tanszéket is vezette.
2008-ban ment nyugdíjba. Ugyanebben az évben (ötven évvel az első főiskolai felvételije után) vették fel a Sola Scriptura Teológiai Főiskola levelező tagozatára. Hosszú betegség után a váci Jávorszky Ödön Kórházban hunyt el.

## Orgonaszakértői tevékenysége
Elsőként Vácott, 1976-ban épült orgona Lehotka Gábor közreműködésével. Később több más hangszer, így a Vigadó, a Zeneakadémia és a Dohány utcai zsinagóga orgonájának építésében is részt vett.

## Művei
2003. október 5-én, a pályakezdésének 40. évfordulójára rendezett ünnepségen a Liszt Ferenc Zeneművészeti Egyetemen mutatta be Hommage à Händel orgonaversenyét és a Hegyi beszédről írt oratóriumát.

### Könyvek
- Az én hangszerem az orgona (1993)
- Az orgonatanítás módszertana (2000)
- Gorsium Orgonaiskola (2000)

## Díjai
- Liszt Ferenc-díj (1974)
- A Liszt Ferenc Társaság Liszt Ferenc Hanglemez Nagydíja (1975)
- Érdemes művész (1978)
- A Kodály Társaság diplomája (1983)
- Az Ordre des Arts et des Lettres francia kitüntetés lovagi fokozata (1986)[2]
- Az International Biography Centre[3] brit életrajzi kiadó „Deputy Director General” kitüntetése (2005)